# Graeme Thomas
Graeme Thomas, né le 8 novembre 1988, est un rameur britannique.

## Palmarès

### Championnats du monde
- 2013, à Chungju,  Corée du Sud
  -  Médaille de bronze en quatre de couple.
- 2014, à Amsterdam,  Pays-Bas
  -  Médaille d'argent en quatre de couple.
- 2017, à Sarasota,  États-Unis
  -  Médaille d'argent en quatre de couple.

### Championnats d'Europe
- 2014, à Belgrade,  Serbie
  -  Médaille d'argent en quatre de couple.
- 2015, à Poznań,  Pologne
  -  Médaille de bronze en quatre de couple.
- 2021, à Varèse,  Italie
  -  Médaille de bronze en deux de couple.